# Brigade de recherches
 (novembre 2023).
Si vous disposez d'ouvrages ou d'articles de référence ou si vous connaissez des sites web de qualité traitant du thème abordé ici, merci de compléter l'article en donnant les références utiles à sa vérifiabilité et en les liant à la section « Notes et références ».
La brigade de recherches (abréviation : BR) est une unité de la Gendarmerie nationale française dédiée à l'exercice de la Police Judiciaire. Présente au sein des compagnies, les militaires de cette unité ont une compétence territoriale départementale.

## Missions
Les brigades de recherches sont créées en 1945. Elles assistent les unités élémentaires (COB et BTA) pour certaines enquêtes, lorsque des techniques particulières doivent être mises en œuvre. Elles assurent directement la direction des enquêtes complexes concernant la moyenne délinquance ou certains crimes (homicides - vols à mains armées) ne nécessitant pas la saisie d'une section de recherches de Gendarmerie (au niveau régional). 
Elles sont les équivalents pour la gendarmerie des Sûretés Départementales (SD) de la Police nationale. 
La loi du 3 août 2009 organisant la rattachement institutionnel de la Gendarmerie nationale au ministère de l'Intérieur (ministère de tutelle) précise que la police judiciaire est une mission essentielle de cette institution. 
Les brigades de recherches peuvent être saisies :
- d'initiative lorsqu'elles constatent les infractions ou sur "information" ;
- par leur hiérarchie, lorsqu'il s'agit d'assister une brigade territoriale ou de prendre la direction d'une enquête initialement diligentée par une BT ;
- par les magistrats : procureur de la république ou juge d'instruction.

## Rattachement
La brigade de recherches est directement subordonnée à la compagnie de Gendarmerie départementale (en général, une par arrondissement). Elle peut être rattachée au groupement de Gendarmerie départementale, lorsqu'il n'y a qu'une seule brigade de recherches dans le département.
L'activité missionnelle des brigades de recherches est aussi suivie par la Sous-Direction de la Police Judiciaire (SDPJ) à la Direction Générale de la Gendarmerie nationale (DGGN)  au même titre que l'activité des sections de recherches. Les Gendarmeries spécialisées, comme la Gendarmerie de l'air et de l'espace, la Gendarmerie des transports aériens ou encore la Gendarmerie maritime disposent également de brigades de recherches. Il existe aussi une brigade de recherches à compétence nationale auprès du commandement de la Gendarmerie des Voies Navigables et du commandement de la Gendarmerie prévôtale.  Le statut de la Gendarmerie, comme celui de ses personnels, font que ces enquêteurs peuvent exercer des missions de police internationale sous mandat civil (comme les policiers) mais aussi sous mandat militaire, voire au sein d'un environnement militaire lors de conflits où la France est amenée à intervenir.

## Composition
Une brigade de recherches est composée uniquement d'officiers de police judiciaire[réf. souhaitée], sous-officiers de Gendarmerie. Celles dont l'effectif est d'au moins dix personnels sont commandées par un officier. L'effectif moyen des BR est de huit enquêteurs.  
Il s'agit d'enquêteurs expérimentés et détenant parfois des compétences ou formations particulières (enquêteurs patrimoniaux ou financiers, enquêteurs atteinte à l'environnement et à la santé publique).
Les brigades de recherches, à compétence territoriale départementale, travaillent aussi en étroite collaboration avec les sections de recherches de la Gendarmerie (compétence régionale). Les personnels des BR travaillent en civil, porteurs de leur carte professionnelle, de leur arme de service Glock 26 (arme sub-compacte également en dotation dans les sections de recherches)  et d'un brassard siglé Gendarmerie. Leur parc automobile est entièrement banalisé.

## Galerie

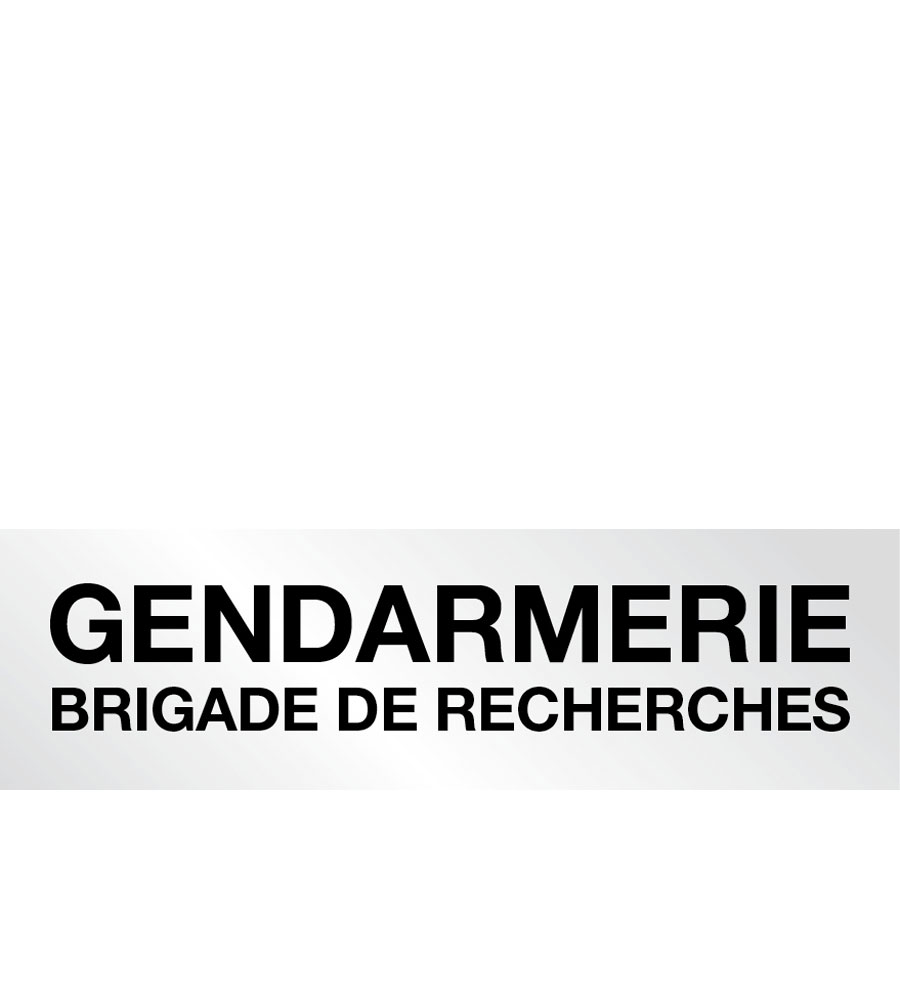
Identifiant BR pour blouson d'intervention ou gilet tactique
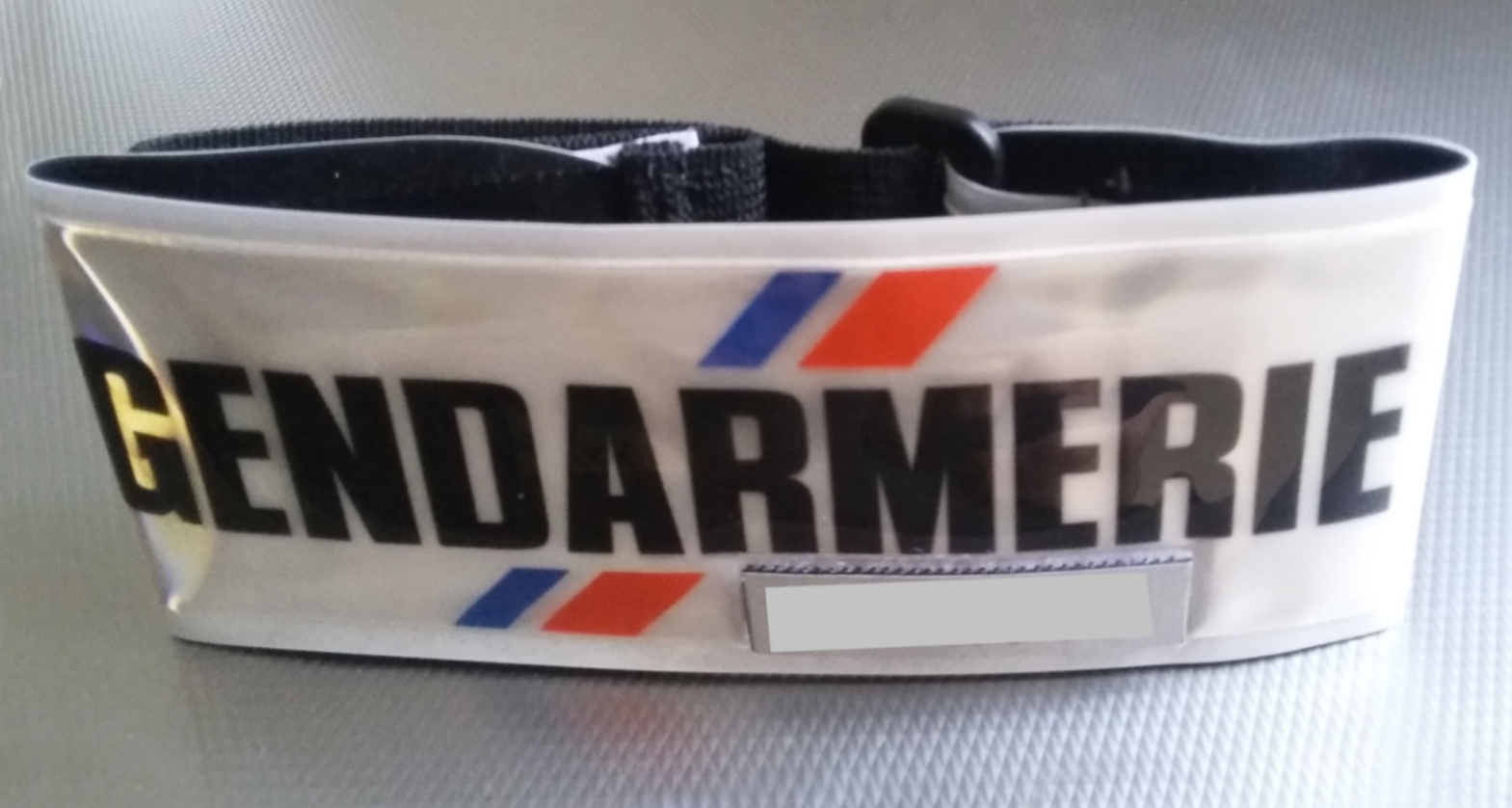
Brassard de la Gendarmerie (pour les personnels travaillant en civil)
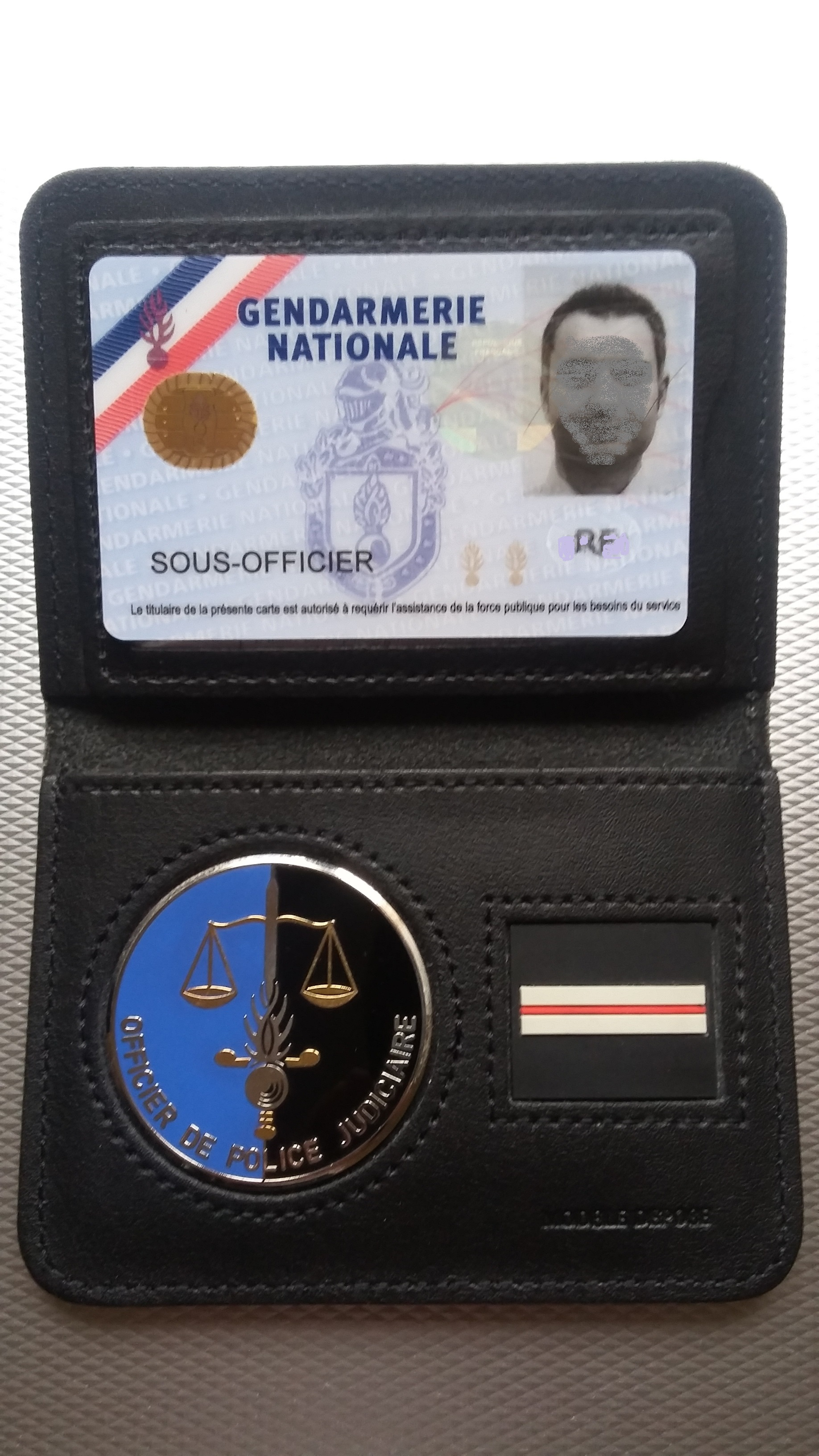
Carte professionnelle de gendarme (avec porte-carte OPJ)
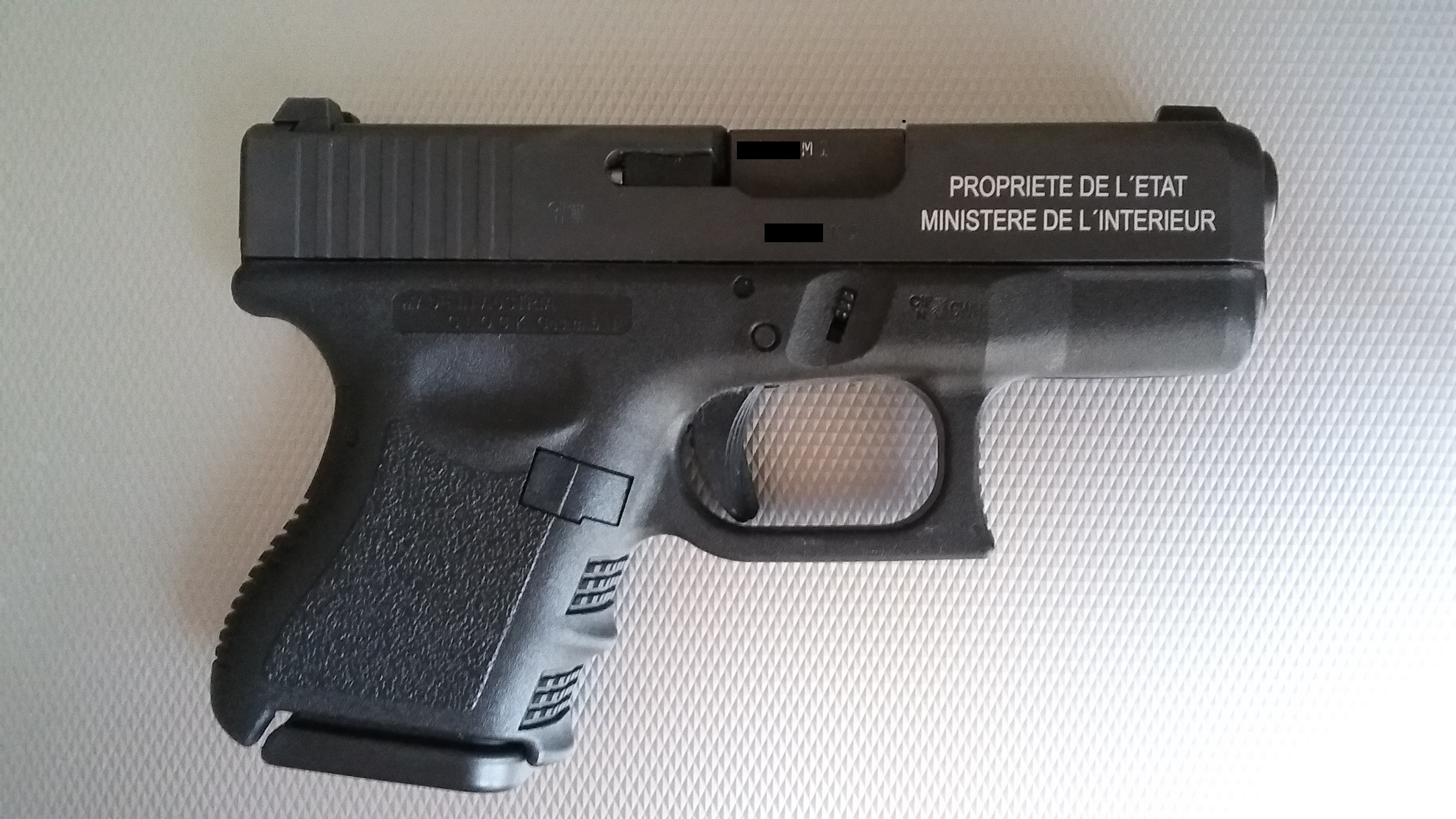
Glock 26 Gendarmerie (SR et BR)